# Bartłomiej Skrzetuski
Bartłomiej Skrzetuski z Jelitkowa herbu Jastrzębiec – podwojewodzi proszowicki w 1733 roku.